# Stephanolasca chrysophlebia
Stephanolasca chrysophlebia is een insect uit de familie van de vlinderhaften (Ascalaphidae), die tot de orde netvleugeligen (Neuroptera) behoort. 
Stephanolasca chrysophlebia is voor het eerst wetenschappelijk beschreven door Navás in 1912.